# Sinc関数

正規化sinc(青) と非正規化sinc(赤)。−6π ≤ x ≤ 6π

sinc 関数（ジンクかんすう、シンクかんすう）は、正弦関数をその変数で割って得られる初等関数である。sinc(x), Sinc(x), sinc x などで表される。

## 定義
sinc 関数は、正規化 sinc 関数と非正規化 sinc 関数という名で区別される、2種類の定義を持つ。
1. デジタル信号処理などでは、次の正規化 sinc 関数（標本化関数ともいう）が普通である。
  - {\displaystyle \operatorname {sinc} (x)={\frac {\sin \pi x}{\pi x}}.}
2. 数学では、次の歴史的な非正規化 sinc 関数が使われる。
  - {\displaystyle \operatorname {sinc} (x)={\frac {\sin x}{x}}.}

いずれの場合も、可除特異点である 0 での値が必要であればしばしば明示的に sinc(0) = 1 が定義として与えられる。sinc 関数はいたるところ解析的である。
sinc 関数は カーディナル・サイン (cardinal sine) とも呼ばれ、"sinc" (英語発音: [ˈsɪŋk]) の関数名はラテン語の sinus cardinalis を短縮したものである。

## sinc関数の性質
本節では、特にことわらない限り正規化されたsinc関数について述べる。
非正規なsinc関数は正規化sinc関数と較べてスケールファクタ {\displaystyle \pi } が違うだけなので、非正規なsinc関数に対する結果を得るには {\displaystyle x\leftarrow {\tfrac {x}{\pi }}} を代入すればよい。

### 特殊値など
- {\displaystyle \operatorname {sinc} k=\delta _{0k},(k\in \mathbb {Z} )}
  - ただし、{\displaystyle \mathbb {Z} } は整数の集合、{\displaystyle \delta _{ij}} はクロネッカーのデルタ。
  - つまり、{\displaystyle \operatorname {sinc} (0)=1,\ \operatorname {sinc} (\pm 1)=\operatorname {sinc} (\pm 2)=\cdots =0} である。
- {\displaystyle \lim _{x\rightarrow \pm \infty }\operatorname {sinc} x=0}
- {\displaystyle \left.{\frac {d}{dx}}\operatorname {sinc} x=0\right|_{x=a}\iff \operatorname {sinc} a=\cos \pi a}

### フーリエ変換
フーリエ変換について：
- {\displaystyle \operatorname {rect} x\leftrightarrow ^{\mathfrak {F}}\operatorname {sinc} f=\operatorname {sinc} {\frac {\omega }{2\pi }},} ただし、{\displaystyle \operatorname {rect} x={\begin{cases}1,&(|x|\leq 1/2)\\0,&(|x|>1/2)\end{cases}}}
  - ただし、{\displaystyle f(x)\leftrightarrow ^{\mathfrak {F}}F(\omega )} はフーリエ変換対、{\displaystyle \operatorname {rect} (x)} は（単位）矩形関数。つまり、矩形関数のフーリエ変換はsinc関数、sinc関数のフーリエ変換は矩形関数である。

### テイラー展開
テイラー展開について：
- {\displaystyle \operatorname {sinc} (x)=\sum _{n=0}^{\infty }{\frac {(-1)^{n}\pi ^{2n}}{(2n+1)!}}x^{2n}}

### 定積分および広義積分
定積分および広義積分について：
- {\displaystyle \int _{0}^{\infty }\operatorname {sinc} (x)\,dx={\frac {1}{2}},\quad \int _{-\infty }^{\infty }\operatorname {sinc} (x)\,dx=1}
- {\displaystyle \int _{0}^{\infty }\operatorname {sinc} ^{2}(x)\,dx={\frac {1}{2}},\quad \int _{-\infty }^{\infty }\operatorname {sinc} ^{2}(x)\,dx=1\quad \left(\operatorname {sinc} ^{2}(x)=\{\operatorname {sinc} (x)\}^{2}\right)}
- {\displaystyle \int _{0}^{\infty }|\operatorname {sinc} (x)|\,dx=\infty ,\quad \int _{-\infty }^{\infty }|\operatorname {sinc} (x)|\,dx=\infty }

### 不定積分
- {\displaystyle \int _{}^{}\operatorname {sinc} (x)\,dx=\mathrm {Si} (x)+C=\int _{0}^{x}{\frac {\sin t}{t}}\,dt+C=\sum _{k=0}^{\infty }{\frac {(-1)^{k}x^{2k+1}}{(2k+1)(2k+1)!}}+C}
  - （非正規化）sinc関数の不定積分を正弦積分と呼び、{\displaystyle \operatorname {Si} (x)} で表す。{\displaystyle \operatorname {Si} (x)} は特殊関数である。また、{\displaystyle C}は積分定数である。

### 直交性
- {\displaystyle \int _{-\infty }^{\infty }\operatorname {sinc} (x-i)\operatorname {sinc} (x-j)\,dx=\delta _{ij},(i,j\in \mathbb {Z} )}
  - sinc関数の平行移動同士は直交する。

### 無限積
- {\displaystyle \operatorname {sinc} (x)=\prod _{k=1}^{\infty }\cos \pi {\frac {x}{2^{k}}}}
- {\displaystyle \operatorname {sinc} (x)=\prod _{k=1}^{\infty }\left(1-{\frac {x^{2}}{k^{2}}}\right)}

## 信号処理への応用
さまざまな用途が考えられるが、コンパクト台をもたない（非0の値が有限区間に限定されていない）ため、非常に多くの計算量を要することが多い。有限長で計算を打ち切らなければならないことも多く、無限長では生じない問題が発生することもある。概して、理論的背景やシミュレーションにとどまることが多い。
- 直交性と ±∞ での収束性から、直交ウェーブレット変換の基底に用いる。ただし、コンパクト台をもたないため、計算量が O(n2)（O はランダウの記号）で増える。これは、コンパクト台をもつ基底だと計算量が O(n) であることに比べ、大きなデメリットである。
- sinc 関数のフーリエ変換が矩形関数であることから、リサンプリングや内挿の補間カーネル（低域通過フィルタ）に用いる。無限系列の信号に対しては、sinc 関数は理想的な補間カーネルである。しかし、コンパクト台をもたないことが実際の有限長の信号を処理する際には問題となるため、実際の信号処理では、sinc 関数に似たコンパクト台をもつ関数である、3次畳み込み関数や、ランツォシュ (Lanczos) フィルタなどが使われることが多い。
- 矩形関数のフーリエ変換がsinc 関数であることから、sinc 関数を使えば、理想的なD/A変換ができる。但し、あくまでも理想論であり、計算量が無限大に発散する問題があるため、実際にこの方法で D/A 変換が行われるわけではない。